# Corry (Pensilvania)
Corry es una ciudad ubicada en el condado de Erie en el estado estadounidense de Pensilvania. En el año 2000 tenía una población de 6,834 habitantes y una densidad poblacional de 433 personas por km².

## Geografía
Corry se encuentra ubicada en las coordenadas 42°55′30″N 79°28′26″O / 42.92500, -79.47389.

## Demografía
Según la Oficina del Censo en 2000 los ingresos medios por hogar en la localidad eran de $30,967 y los ingresos medios por familia eran $35,375. Los hombres tenían unos ingresos medios de $30,220 frente a los $22,127 para las mujeres. La renta per cápita para la localidad era de $15,143. Alrededor del 16.4% de la población estaba por debajo del umbral de pobreza.